# هاينريش مارتين فيبر
هاينريش مارتين فيبر (بالألمانية: Heinrich Martin Weber) (5 مارس 1842م - 17 مايو 1913م)، عالم رياضيات ألماني.

## روابط خارجية
- هاينريش مارتين فيبر على موقع الموسوعة البريطانية (الإنجليزية)